# Academia Deportiva Cantolao
A Academia Deportiva Cantolao ou simplesmente Cantolao é uma instituição peruana dedicada principalmente à difusão do futebol nas diferentes categorias menores existentes no Peru (do sub-4 ao sub-20). Sua localização atual é Calle García y García 275, no distrito de La Punta, Callao. Foi fundada em 1981 e sua equipe principal joga na Primeira Divisão do Peru.

## História
A equipe foi fundada no Balneario de Cantolao (daí o nome), localizado na Província Constitucional de Callao, em 14 de abril de 1981. Naquele ano, ele começou a participar como Deportivo Cantolao na Liga Callao depois de comprar a vaga de Teófilo Zavalaga. Foi campeão distrital e depois também do Interligas Chalaco. No ano seguinte, participou da etapa regional da Copa Peru de 1982, quando eliminou Octavio Espinoza e Atlético Independiente. Na etapa nacional, ele se classificou contra o Unión González Prada para o hexagonal final, deixando de fora Leoncio Prado de Tingo María. Na final, empatou em pontos com o Atlético Torino e o Atlético Grau, mas ficou em terceiro lugar por saldo de gols.
Após essa campanha, o time foi convidado a participar da Segunda Divisão Peruana de 1983, quando terminou em segundo lugar, juntamente com o Furacão San Agustín, três pontos atrás do campeão Unión González Prada. Participou da Segunda até 1985 e no ano seguinte vendeu a vaga para a Internazionale San Borja. Em 1987, ele participou novamente da Copa Peru, mas desta vez como Academia Cantolao e desde a recém-criada Liga Distrital de Bellavista - La Perla.
Em 2013, classifica-se para a Etapa Departamental de Callao, onde ficou a um passo de chegar à Regional depois de empatar em 1 a 1 nas semifinais com Márquez FC de Ventanilla e depois perdeu nos pênaltis por 10 a 9. Em 2014, a Academia Cantolao conseguiu ser campeã da Liga Distrital de Bellavista-La Perla classificando-se para as Interligas del Callao. Depois de vencer a Serie A, eliminou o José López Pazos e definiu a cota para a Fase Regional contra o América Latina de Bellavista, que o venceu por 2-1.

### Vice campeão da Copa Peru de 2015 e promoção para a Segunda Divisão
Em 2015, o time venceu a Série B da Liga Bellavista-La Perla ao derrotar a Ballón Academy por 20-0 e se classificou para a fase departamental. Nessa fase, o Cantolao venceu o grupo A (eliminando Dan Las Lomas e Defensor Reynoso) e venceu o Estrella Azul de Ventanilla por 6-1. Ele alcançou classificação para a etapa nacional da Copa Peru de 2015, depois de vencer o Alfredo Tomassini de Ventanilla por 6-1.
Já na etapa Nacional passaria para a rodada de 16avos de final, depois de um sétimo na classificação geral, onde enfrentaria José Chiroque de Zarumilla, a quem derrotou com uma pontuação global de 5 a 1. Nas quartas de final, enfrentaria o Sport La Vid de Concepción, a quem derrotou com um agregado de 5 a 2. Nas semifinais, enfrentaria o Cristal Tumbes, que derrotou com um placar global de 4 a 3. Já na final, enfrentou o campeão defensor La Bocana de Sechura, por quem seria derrotado por um placar agregado de 3 a 4. A classificação legendária permitiu que o time ascendesse à Segunda Divisão.
Na Segunda Divisão de 2016, ele assumiu o topo do torneio quando faltavam três rodadas para o final, depois de vencer por 1-0 o Cienciano em Cusco. Chegou à rodada final empatado em pontos com o Sport Áncash, que venceu por 2-0 em uma partida extra, disputada no Estádio Alejandro Villanueva, alcançando assim a sonhada Primeira Divisão.

## Categorias de base

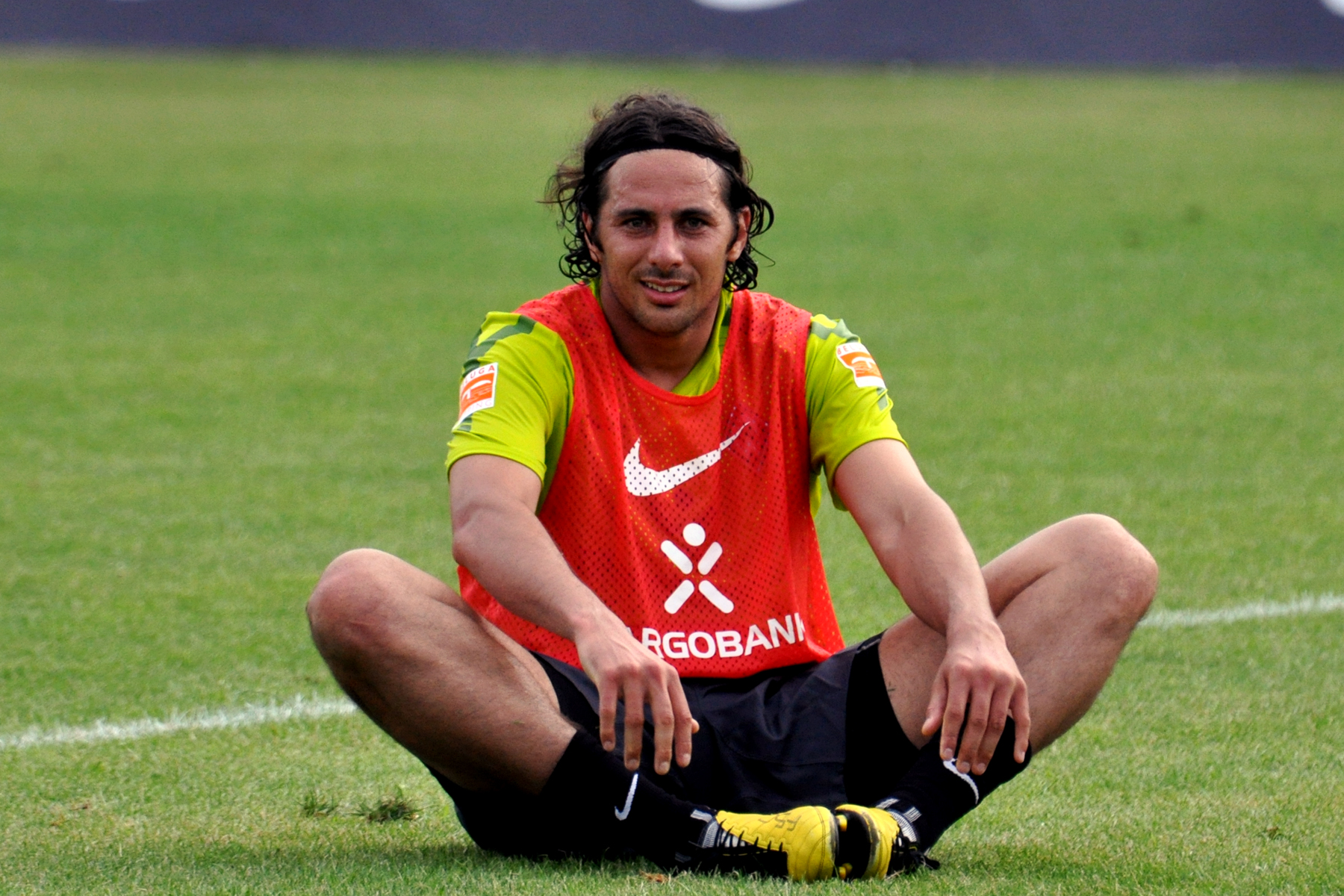
Claudio Pizarro do Werder Bremen foi formado no Cantolao.

Como uma academia dedicada à formação de valores em diferentes categorias pré-profissionais, o Cantolao sempre contribuiu com uma quantidade importante de jogadores para as equipes juvenis do Peru, juntamente com importantes clubes do país, como Alianza Lima, Sporting Cristal ou Universitario, bem como internacionalmente nas ligas mais competitivas do mundo. Os técnicos das equipes de jovens e de crianças do Peru sempre tiveram um grande número de jogadores de futebol do Cantolao.
Tudo começou quando um grupo de amigos formou um time de futebol infantil e conseguiu o título no torneio anual realizado pela escola Carmelitas, em Lima. Decidiu-se então formar a Academia Esportiva "Cantolao" em 1982, por iniciativa de Dante Mandriotti, seu atual presidente, que promoveu esse projeto.
Rapidamente a instituição começou a se destacar nos torneios juvenis organizados pela Federação Peruana de Futebol ou alguma outra instituição ligada a esse esporte, por isso decidiram organizar seu próprio torneio juvenil. Foi assim que a Taça da Amizade nasceu em 1983, como forma de difundir o futebol entre as crianças. Com o tempo, essa competição começou a atrair o interesse de muitos clubes e instituições estrangeiras de diferentes partes do mundo: México, Uruguai, Argentina, Equador, Uganda, Austrália, Suécia, Rússia, Inglaterra, entre outros.
Como um importante pólo de futebol, surgiram muitos jogadores peruanos que jogaram ou jogam atualmente no torneio local e no exterior, como Claudio Pizarro, Yoshimar Yotún, Luis Guadalupe, Carlos Zambrano, Salomón Libman, Reimond Manco, Juan Pajuelo, Juan Carlos Mariño, Miguel Rebosio, Jean Ferrari, entre outros.
Entre os prêmios da Academia, existem não apenas títulos obtidos no Peru, mas também competições em outros países, como Estados Unidos, Chile, Argentina, Espanha, Áustria, Dinamarca, etc.
Desde janeiro de 2018, o chefe da Unidade Técnica para Menores (UTM) é o técnico espanhol naturalizado peruano Iván Chaves (Ceuta, 1978). Chaves retorna ao clube depois de ser campeão nacional de sub-13 em 2014 e ter sido diretor de Metodologia de Treinamento em 2015-2016. Desde o final do campeonato de 2018, a posição de Chefe da UTM combinada com a do primeiro consultor/assistente de equipe.

## Indumentária e patrocínio
| Período       | Marca  |
| ------------- | ------ |
| 2010-2014     | Loma's |
| 2015-2016     | Verco  |
| 2017          | Real   |
| 2018-presente | Verco  |

| Período       | Marca        |
| ------------- | ------------ |
| 2015-2016     | Maltín Power |
| 2017-presente | CAM2         |

## Dados do clube
- Temporadas na Primera Divisão: 3 (2017 - Presente)
- Temporadas en Segunda Divisão: 4 (1983, 1984, 1985, 2016).[8]
- Melhor resultado conseguido:
  - Em campeonatos nacionais de local: Academia Cantolao 5-1 Sport La Vid (22 de novembro de 2015).
  - Em campeonatos nacionais de visita: Juventud La Perla 0-6 Academia Cantolao (8 de outubro de 2015).
- Pior resultado conseguido:
  - Em campeonatos nacionais de local: Academia Cantolao 0-4 Deportivo Binacional (23 de fevereiro de 2019).
  - Em campeonatos nacionais de visita: Melgar 5-0 Academia Cantolao (21 de outubro de 2017).
- Melhor posição na Primeira: 12º (2017 e 2018)
- Pior posição na Primeira: 12º (2017 e 2018)
- Melhor posição na Segunda: 1º (2016).
- Pior posição na Segunda: 7º (1984).

## Palmarés

### Torneios nacionais
- Segunda Divisão do Peru (1): 2016
- Vice-campeão da Segunda Divisãón do Peru (1): 1983
- Vice-campeão da Copa Peru (1): 2015

### Torneios regionais
- Liga Departamental de Fútbol del Callao (2): 1981, 2015
- Liga Distrital del Callao (1): 1981
- Liga Distrital de Bellavista - La Perla (2): 2014, 2015